# Phenax
Phenax es un género con 52 especies de arbustos perteneciente a la familia Urticaceae.

## Descripción
Son arbustos, hierbas (o árboles pequeños) sin tricomas urticantes; plantas monoicas (dioicas). Las hojas alternas, con márgenes crenados o serrados, con cistolitos generalmente punctiformes, nervadura generalmente palmada; estípulas en pares y libres. 
Las inflorescencias son bisexuales (unisexuales) de glomérulos axilares, brácteas numerosas, amplias y cartáceas de color café; las flores masculinas con perianto (3) 4 (5)-partido; flores femeninas sin perianto, estilo y estigma lineares. El fruto es un aquenio protegido dentro de las brácteas, superficie glabra, lisa a pustulada.

## Especies seleccionadas
- Phenax angustifolius
- Phenax aquatica
- Phenax asper
- Phenax ballotaefolius